# TV Asa Branca
TV Asa Branca é uma emissora de televisão brasileira sediada em Caruaru, cidade do estado de Pernambuco. Opera no canal 8 (17 UHF digital) e é afiliada à TV Globo. Pertence ao Grupo Asa Branca, tendo também como acionista o político Inocêncio de Oliveira. Seus estúdios estão localizados no bairro Pinheirópolis, e sua antena de transmissão está no alto do Morro Bom Jesus.

## História
Em 1989, o político pernambucano Inocêncio de Oliveira recebe a outorga para implantação do segundo canal de televisão de Caruaru, que até então só possuía a TV Pernambuco. Juntamente a isso, o jornalista Vicente Jorge Espíndola e o engenheiro Luiz de França Leite iniciam o projeto de implantação da emissora, instituindo a sociedade junto com Inocêncio de Oliveira.
Em 1.º de agosto de 1991, foi oficialmente fundada a TV Asa Branca, transmitindo através do canal 8 VHF, e sendo a primeira afiliada da Rede Globo em Pernambuco, retransmitindo também parte da programação da TV Globo Nordeste do Recife e levando seu sinal para 108 municípios do interior, juntamente com a TV Grande Rio de Petrolina, inaugurada no mesmo dia. Sua sede estava inicialmente instalada no alto do Morro Bom Jesus (onde atualmente é o 4º Batalhão de Polícia Militar de Caruaru), e seu departamento comercial no bairro Divinópolis.
Em 1993, a emissora inaugura sua primeira sucursal em Garanhuns. Em 1997, a emissora deixa sua sede no Morro Bom Jesus e muda-se para o bairro Indianópolis. Em 2000, seus estúdios e seu departamento comercial são reunidos no bairro Pinheirópolis, onde está até hoje. Nesse mesmo ano, a emissora passa a produzir blocos locais do NETV, que até então era integralmente retransmitido de Recife. Em novembro de 2006, a emissora inaugura mais uma sucursal em Serra Talhada.
No dia 5 de janeiro de 2024, o Grupo Asa Branca foi mencionado em uma reportagem do F5 da Folha de S.Paulo sobre a criação de uma nova afiliada da Globo em Alagoas para substituir a TV Gazeta de Alagoas.

## Sinal digital
| Canal virtual | Canal digital | Resolução de tela | Programação                                    |
| ------------- | ------------- | ----------------- | ---------------------------------------------- |
| 8.1           | 17 UHF        | 1080i             | Programação principal da TV Asa Branca / Globo |

A emissora iniciou suas transmissões digitais em caráter experimental em 16 de maio de 2013, através do canal 17 UHF. Em 1.º de agosto, aniversário de 22 anos da emissora, o sinal digital foi oficialmente lançado. Em 17 de junho de 2016, a emissora passou a transmitir seus programas em alta definição.
Transição para o sinal digital
Com base no decreto federal de transição das emissoras de TV brasileiras do sinal analógico para o digital, a TV Asa Branca, bem como as outras emissoras de Caruaru, cessou suas transmissões pelo canal 8 VHF em 17 de dezembro de 2018, seguindo o cronograma oficial da ANATEL.

## Programas
Além de retransmitir a programação nacional da TV Globo, atualmente a TV Asa Branca produz e exibe os seguintes programas:
- ABTV 1.ª edição: Telejornal, com Almir Vilanova;
- G1 em 1 Minuto Caruaru: Boletim informativo, com Everton Freitas e Hayalle Guimarães;
- ABTV 2.ª edição: Telejornal, com Magno Wendell;
- Santa Missa: Religioso, com o bispo Dom José Ruy Gonçalves Lopes;
- AB Notícia: Boletim informativo, durante a programação

Retransmitidos da TV Globo Pernambuco
- Bom Dia Pernambuco: Telejornal, com Clarissa Góes;
- Globo Esporte PE: Jornalístico esportivo, com Tiago Medeiros;
- Globo Comunidade: Jornalístico, apresentado em esquema de rodízio;
- Futebol na Globo: Jogos de futebol das equipes de Pernambuco

Diversos outros programas compuseram a grade da emissora e foram descontinuados:
- ABTV Revista
- Acontecendo
- Asa Branca Cidades
- Bom Dia Pernambuco Regional
- Globo Esporte Caruaru
- NETV Regional
- Terra da Gente (com a EPTV)

### Jornalismo
Inicialmente, o jornalismo da emissora era composto de pequenas inserções locais, como os boletins informativos Acontecendo e Asa Branca Cidades, que veiculavam matérias de curta duração sobre a região, sendo que os telejornais eram os mesmos exibidos pela TV Globo Nordeste. Em 1992, a emissora estreou um bloco local do Bom Dia Pernambuco para a região, apresentado por Ana Paula Freire.
Já em 2000, a emissora passa a produzir blocos locais do NETV, exibidos em conjunto com o telejornal gerado no Recife. Posteriormente, o NETV local passa a se chamar ABTV, que desde 1998 já havia deixado de existir como revista eletrônica. Em fevereiro de 2008, com a adoção do padrão jornalístico Radar, a emissora estreia o AB Notícia, com matérias de curta duração nos intervalos da programação.
Em 30 de março de 2009, o ABTV passou a ocupar integralmente o tempo do NETV, que agora passa a ser exibido para a região apenas em caso de coberturas especiais a nível estadual. Em março de 2010, com a reformulação do jornalismo, a emissora passou a produzir um bloco local do Globo Esporte para sua área de cobertura, apresentado por Eri Santos. Dois anos depois, esse bloco foi extinto e a TV Asa Branca passou a retransmitir integralmente a edição estadual gerada pela Globo Nordeste.

### Entretenimento
A primeira produção de entretenimento da emissora foi o ABTV, na época uma revista eletrônica que estreou em 1994, apresentada por Silvio Nascimento e Wanda Maia e em 1996 por Tânia Passos. A TV Asa Branca também chegou a exibir na década de 1990 o especial da Paixão de Cristo de Nova Jerusalém, realizado anualmente no município de Brejo da Madre de Deus, e hoje transmitido para todo o Nordeste através da TV Globo Nordeste. A emissora também produziu outros especiais, tais como:
- Lampião - Nascido há 100 anos (1998)
- Onildo Almeida - 90 Anos (2018)[8]
- Moda, a força do agreste (2018)[9]
- Filhos da Terra (2019)[10]
- Central - Um século de paixão (2019)[11]
- Quando a Caravana Passar - O Legado de Ivan Bulhões (2021)[12]
- O Poeta e o Cantador (2021)[13]

Entre 2008 e 2014, a emissora exibiu o programa Terra da Gente, produzido pela EPTV, e que também contava com matérias feitas pela TV Asa Branca. Após um hiato em produções de entretenimento, a emissora passou a exibir, a partir de 4 de abril de 2021, domingo de Páscoa, uma versão local da Santa Missa, com celebrações feitas pelo bispo da Diocese de Caruaru, Dom José Ruy Gonçalves Lopes, ou pelo padre Zenilson Tibúrcio, a partir da Catedral Nossa Senhora das Dores.

## Retransmissoras
| Cidade                    | Analógico | Digital | Cidade                   | Analógico | Digital | Cidade                 | Analógico | Digital |
| ------------------------- | --------- | ------- | ------------------------ | --------- | ------- | ---------------------- | --------- | ------- |
| Agrestina                 | -         | 08 (17) | Águas Belas              | 07        | 08 (19) | Angelim                | -         | 08 (17) |
| Arcoverde                 | 10        | 19      | Belém de Maria           | 04        | -       | Belo Jardim            | 13        | -       |
| Betânia                   | 06        | -       | Bom Conselho             | 02        | -       | Bonito                 | 13        | -       |
| Brejão                    | -         | 08 (32) | Brejinho                 | 07        | 08 (40) | Brejo da Madre de Deus | 02        | -       |
| Buíque                    | 07        | 19      | Cachoeirinha             | 09        | 08 (17) | Calumbi                | 07        | 35      |
| Camocim de São Félix      | 06        | -       | Canhotinho               | -         | 08 (35) | Capoeiras              | -         | 08 (33) |
| Casinhas                  | -         | 08 (22) | Catende                  | 23        | -       | Correntes              | 10        | -       |
| Cortês                    | 09        | 08 (15) | Cumaru                   | 09        | -       | Cupira                 | 13        | 16      |
| Custódia                  | 11        | 08 (34) | Flores                   | 11        | 08 (44) | Floresta               | 11        | 19      |
| Garanhuns                 | -         | 02 (19) | Gravatá                  | 10        | 17      | Iati                   | -         | 08 (32) |
| Iguaracy                  | 13        | 42      | Inajá                    | -         | 08 (18) | Ingazeira              | -         | 08 (21) |
| Itapetim                  | 12        | -       | Jataúba                  | 09        | 08 (24) | Jupi                   | -         | 08 (17) |
| Jurema                    | -         | 08 (17) | Lagoa do Ouro            | -         | 08 (32) | Lagoa dos Gatos        | -         | 12 (36) |
| Mirandiba                 | 04        | 08 (15) | Palmeirina               | -         | 08 (35) | Pedra                  | -         | 20      |
| Pesqueira                 | 18        | 20      | Petrolândia              | -         | 08 (27) | Poção                  | 07        | 08 (14) |
| Riacho das Almas          | 07        | 08 (17) | Saloá                    | -         | 08 (45) | Sanharó                | 09        | -       |
| Santa Cruz da Baixa Verde | -         | 08 (50) | Santa Cruz do Capibaribe | 07        | 18 (19) | Santa Maria do Cambucá | -         | 08 (22) |
| Santa Terezinha           | 12        | -       | São João                 | -         | 08 (33) | São Joaquim do Monte   | 05        | -       |
| São José do Belmonte      | 13        | 33      | São José do Egito        | 12        | -       | Serra Talhada          | 12        | 08 (15) |
| Sertânia                  | 08        | 31      | Solidão                  | -         | 08 (51) | Surubim                | 47        | -       |
| Tabira                    | 09        | 05 (43) | Tacaratu                 | -         | 08 (23) | Taquaritinga do Norte  | 26        | 18      |
| Triunfo                   | 07        | 08 (17) | Tupanatinga              | 09        | -       | Tuparetama             | 09        | -       |
| Venturosa                 | 09        | 20      | Verdejante               | 04        | 08 (15) |                        |           |         |